# تاريخ اليهود في بولندا في القرن العشرين
في أعقاب تأسيس الجمهورية البولندية الثانية بعد الحرب العالمية الأولى وخلال الفترة بين الحربين العالميتين، سجل عدد اليهود في البلاد نموًا متسارعًا. وفقًا للإحصاءات الوطنية البولندية في عام 1921، كان يوجد 2,845,364 يهودي يعيشون في الجمهورية البولندية الثانية؛ بحلول نهاية عام 1938 ازداد هذا العدد أكثر من 16 بالمئة، إلى ما يقارب 3,310,000 يهودي، وذلك بشكل أساسي عن طريق الهجرة من أوكرانيا والاتحاد السوفييتي. بلغ المعدل الوسطي للاستقرار الدائم نحو 30 ألف في السنة. في الوقت نفسه، كان 100 ألف يهودي يعبرون بولندا كل سنة تقريبًا في هجرة غير رسمية إلى الخارج. بين نهاية الحرب السوفييتية البولندية في عام 1919 وأواخر عام 1938، ازداد عدد السكان اليهود في الجمهورية بنحو نصف مليون تقريبًا، أو أكثر من 464 ألف يهودي. فضل اليهود العيش في بولندا المتسامحة نسبيًا أكثر من العيش في الاتحاد السوفييتي، واستمروا في الاندماج، والزواج من العائلات بولندية غير يهودية من أجل جذبهم إلى مجتمعهم من خلال الزواج، وشعروا أنهم بولنديون ويشكلون جزءًا مهمًا من المجتمع البولندي. فرّ نحو 2500 يهودي ألماني من ألمانيا النازية ليجدوا ملجأً لهم في بولندا بين عامي 1933 و1938.
كان المجتمع اليهودي في بولندا أكثر من عانى من المحرقة الناتجة. من بين 6 ملايين مواطن بولندي قضوا نحبهم خلال احتلال بولندا في الحرب العالمية الثانية، قُتل نحو نصف اليهود البولنديين (أو ثلاثة ملايين) في معسكرات الإبادة النازية في أوشفيتز، وتريبلينكا، ومايدانيك، وبيلزك، وسوبيبور وخيلمنو. مات آخرون بسبب الجوع وسوء المعاملة في الأحياء اليهودية. أصبحت بولندا المحتلة أكبر موقع لبرنامج الإبادة النازي لأن أغلب الضحايا المستهدفين كانوا يعيشون هناك. لم ينج من الحرب سوى نحو 50 ألف حتى 120 ألف يهودي بولندي على الأراضي المحلية، من ضمنهم 230 ألف في الاتحاد السوفييتي. بعد نهاية الحرب بفترة وجيزة، بدأ الناجون اليهود بمغادرة بولندا بأعداد كبيرة بفضل اتفاقية إعادة التوطين مع الاتحاد السوفييتي. كانت بولندا أول بلد في الكتلة الشرقية يسمح بتحرير اليهود الأحرار دون تأشيرات أو تصاريح خروج. حدثت الهجرة الجماعية على عدة مراحل. غادر العديد ببساطة لأنهم لم يرغبوا بالعيش في بلد شيوعي. البعض الآخر لم يرغبوا بإعادة بناء حياتهم حيث قُتلت عائلاتهم وانضموا إلى أقربائهم في الخارج بدلًا من ذلك.

## حركة الاستقلال البولندية
بمجرد سيطرة حركة الاستقلال البولندية منذ عام 1912 حتى عام 1914، بهدف خلق صراع مسلح من أجل سيادة بولندا بعد قرن من التقسيمات، شُكلت منظمة الحرية الرئيسية وهي كوميجا سكونفيديروانيش سترونيكتو نيبوليكوسيفيتش (لجنة أحزاب الاستقلال الكونفدرالية)، وكانت بمثابة حكومة مؤقتة. وقد لعب اليهود أمثال هيرمين فليشتاين، وهنريك إيل (ملازم في الجيش البولندي لاحقًا)، وسامويل هيرشتال، وزيغمونت ليسير، وهنريك أورلين وفيكتور شاجيس دورًا بارزًا في هذه الحكومة، والذين كانوا قد عملوا في مختلف اللجان الفرعية. قدّم اليهود أيضًا مساهمات مالية كبيرة لتشكيل الخزانة العسكري البولندية.

## حقبة ما بين الحربين العالميتين 1918-1939
خلال الحرب العالمية الأولى، في الحين الذي كانت فيه العديد من الأقليات غير البولندية الأخرى معارضة أو محايدة لفكرة الدولة البولندية ذات السيادة، شارك اليهود بنشاط في الكفاح من أجل استقلال بولندا بين عامي 1914 و1918 –انضم عدد كبير ليوزف بيوسودسكي في منطقة أورلندري الشهيرة في كراسكو، ومن بينهم برونيسلو مانسبيرل-شابر الذي قُتل في عام 1915 بصفته الملازم الأول للواء الأول في الفيالق البولندية. في لفيف، برئاسة ماريا لويوينشتين، اتحدت اثنتان من الجمعيات النسائية اليهودية الموجودة لتشكلا أوغنيسكو كوبيت، وذلك بغرض تقديم الدعم المالي والعناية بعائلات الجنود وأطفالهم. اتخذ ممثلو الجمعيات التجارية اليهودية المحلية قرارًا أعلنوا فيه مشاركتهم في الصراع من أجل استقلال بولندا ووجهوا نداءً إلى الجماهير الهولندية. صدرت تصريحات مشابهة من منظمة الشباب اليهودية التي تسمى جيدنوزيني.
شُنت عدة هجمات خلال الصراعات العسكرية التي اجتاحت أوروبا الشرقية في ذلك الوقت –الحرب الأهلية الروسية، والحرب الأوكرانية البولندية، والحرب البولندية السوفييتية- ضد اليهود من جميع الأطراف. كان يُنظر إلى عدد كبير من اليهود على أنهم دعموا البلاشفة في روسيا. تعرضوا لهجمات متكررة من قبل أولئك المعارضين للنظام البلشفي. بعد نهاية الحرب العالمية الأولى مباشرةً، انزعج الغرب من التقارير حول المذابح الجماعية الكبيرة المزعومة في بولندا والمرتكبة ضد اليهود. وصل الضغط الأمريكي من أجل اتخاذ إجراء حكومي إلى النقطة التي أرسل فيها الرئيس وودرو ويلسون لجنة رسمية للتحقيق في القضية. أعلنت اللجنة التي كان يقودها هنري مورغنثو الأب، أن التقارير عن المذابح الجماعية كان مبالغًا فيها، وأنها لُفقت في بعض الحالات. حددت المنظمة 89 حادثًا رئيسيًا في الفترة بين عامي 1918-1919، وقدرت عدد الضحايا بنحو 200-300 يهودي. عُزي أربعة من هذه الحوادث إلى أفعال الهاربين والجنود الأفراد غير المنضبطين؛ ولم يقع اللوم في أي منها على سياسة الحكومة الرسمية. من بين هذه الحوادث، اتهم ضابط بولندي في بينسك مجموعة من الشيوعيين اليهود بالتآمر ضد البولنديين وإطلاق النار على 35 منهم. في لفيف (ثم ليمبرغ) في عام 1918، عندما استولى الجيش البولندي على المدينة، قُتل مئات الأشخاص في الفوضى بينهم 72 يهودي. وهاجم جنود الجيش الأزرق في وارسو اليهود في الشوارع، لكن السلطات العسكرية عاقبتهم. عندما دخلت القوات البولندية فيلينيوس في عام 1919، حدثت أول مذبحة ليتوانية في المدينة الحديثة في حق اليهود الليتوانيين، حسب ما أشار إليه تيموثي دي. سنايدر، مستشهدًا بميشا بيوس رومر. تبيّن لاحقًا أن العديد من الأحداث في بولندا كان مُبالغًا فيها، خاصة من قبل الصحف المعاصرة مثل نيويورك تايمز، على الرغم من أن الانتهاكات الخطيرة ضد اليهود، بما فيها المذابح، استمرت في أماكن أخرى، خاصةً في أوكرانيا. نتج عن القلق على مصير اليهود في غرب بولندا سلسلة من البنود الصريحة في مؤتمر باريس لحماية حقوق اليهود في بولندا.